# Medaglia di Isotta degli Atti senza velo e l'elefante

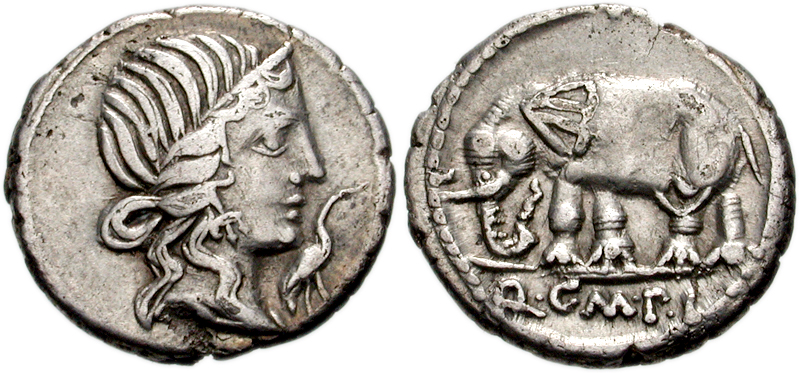
Elefante su una moneta di Cecilio Metello

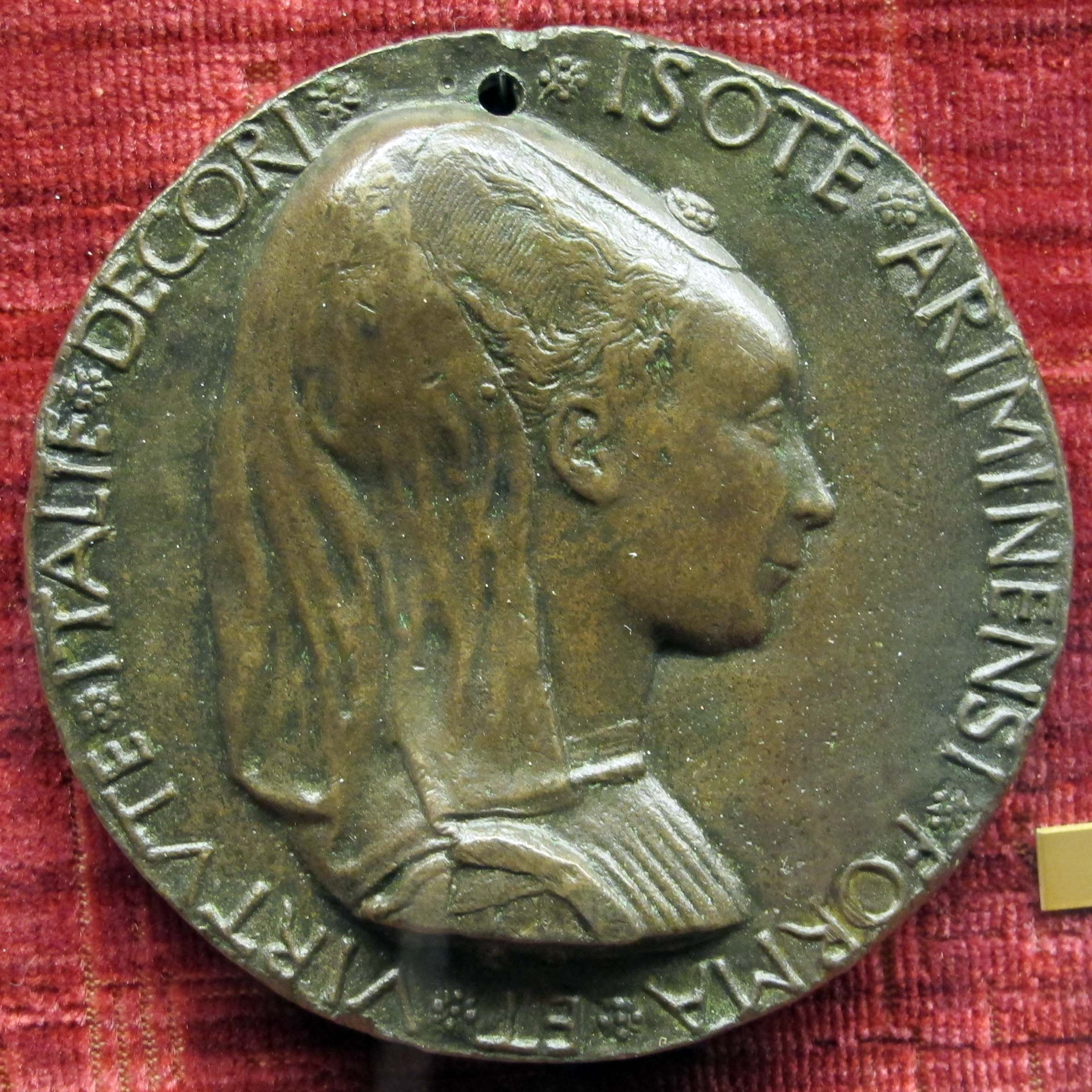
La versione velata

La medaglia di Isotta degli Atti senza velo e l'elefante fu realizzata in bronzo fuso da Matteo de' Pasti nel 1446 e misura circa 8,4 cm di diametro. Ne esistono due versioni, con e senza la firma dell'artista.

## Storia
Al 1446 Matteo de' Pasti datò diverse medaglie per Isotta degli Atti, diventata in quell'anno la favorita di Sigismondo Pandolfo Malatesta, Signore di Rimini. I ritratti della nobildonna sono divisibili in due tipi: uno col capo velato e uno senza velo; il verso è di tre tipi principale, con l'elefante Malatesta (la medaglia più grande e più importante della serie), con un libro (due versioni) e, appunto con l'angelo. Spesso recto e verso si mischiamo a formare ulteriori combinazioni, con variazioni anche legate alle iscrizioni.
Della serie dell'elefante esistono infatti due versioni, con il ritratto velato e senza; nel caso della medaglia senza velo il retro può presentare la firma dell'artista e la data, oppure la sola data, o ancora nessuna iscrizione.
Non è chiaro l'ordine della serie, né perché il medaglista approntasse così tante varianti (come accade anche nelle serie di Sigismondo Pandolfo Malatesta), a differenza ad esempio del suo maestro Pisanello. Sicuramente Pisanello lavorò per diversi committenti e diverse corti, mentre Matteo de' pasti fu artista residente per il signore di Rimini, quindi con maggior tempo a disposizione per accontentare modifiche e aggiustamenti.

## Descrizione
Il recto mostra il ritratto senza velo di Isotta, caratterizzato da un'acconciatura con sostegni che fanno ricadere i capelli in due code lontane dal collo, bloccati in fronte da un gioiello. La fronte è resa altissima dalla rasatura, secondo la moda del tempo. Si tratta del primo ritratto del genere dedicato a una donna su una medaglia: la medaglia di Cecilia Gonzaga di Pisanello infatti presenta un più altero e distaccato mezzo busto. Lungo il bordo corre l'iscrizione continua D ISOTTAE ARIMINENSI.
Il rovescio presenta l'elefante emblema dei Malatesta a tutta figura, che ben occupa la forma rotonda della medaglia, su un praticello punteggiato da piante. Ai lati due cespugli di rose, dai riferimenti araldici. L'artista si ispirò a monete romane e bestiari medievali: sebbene il corpo, la testa, le orecchie e le zanne dell'animale siano realistiche, le zampe assomigliano invece a quelle di un orso. Lungo il bordo si legge, nelle versioni in cui è presente, OPVS MATHEI DE PASTIS, e in basso la data MCCCCXLVI. C